# Boston (음반)
《Boston》은 미국의 하드 록 밴드 보스턴의 데뷔 스튜디오 음반이다. 톰 숄츠와 존 보이런이 프로듀싱한, 이 음반은 1976년 8월 25일, 미국에서 에픽 레코드에 의해 발매되었다. 숄츠는 어린 시절에 클래식 피아노를 공부했고 1960년대 후반에 보스턴 음악계에 관여하게 되었다. 이후 그는 가수 브래드 델프와 함께 아파트 지하실에서 녹음된 데모를 집중적으로 다루기 시작했으며, 그들의 이전 그룹인 마더 밀크가 1970년대 초 주요 음반사로부터 수많은 거부서를 받았음에도 불구하고 1975년까지 데모 테이프는 CBS 소유의 에픽 레코드의 손에 넘어갔으며, 이들은 서명했다.
에픽은 밴드가 로스앤젤레스에서 음반 제작자와 녹음을 하기를 원했지만, 숄츠는 내키지 않았고 그의 지하 스튜디오에서 음반을 녹음하기를 원했기 때문에 보이랜을 고용하여 레이블과의 간섭을 실행하게 했다. 정교한 계략으로, 숄츠는 이 밴드가 서부 해안에서 녹음하고 있다고 생각하도록 레이블을 속였는데, 실제로는 그의 매사추세츠주 자택에서 숄츠만이 그 부피를 추적하고 있었다. 이 음반의 내용은 밴드의 데모 테이프를 완전히 재현한 것으로, 수년 전에 쓰고 작곡한 곡이 수록되어 있다. 종종 "보스턴 사운드"라고 불리는 이 음반의 스타일은 숄츠의 클래식 음악, 멜로디 후크, 기타 헤비 록 그룹인 킹크스, 야드버즈 등을 통해 발전했으며, 숄츠가 홈 스튜디오에서 개발한 여러 가지 아날로그 전자적 효과를 통해 개발되었다. 숄츠는 나중에 숄츠 리서치 & 디벨로프를 설립해 음반의 음향을 개발하는데 사용한 자신의 발명품들을 많이 마케팅했다.
이 음반은 1976년 8월, 에픽에 의해 발매되어 매우 잘 팔렸고, 판매 기록을 깨고, 당시 미국에서 가장 많이 팔린 데뷔 음반이 되었으며, 미국 음반 산업 협회 센츄리 어워드를 수상하여 데뷔 음반으로 선정되었다. 가장 주목할 만한 〈More Than a Feeling〉과 〈Long Time〉이라는 음반의 싱글은 AM과 FM 둘 다 히트했으며, 거의 모든 음반이 클래식 록 라디오에서 일정한 회전을 받는다. 이 음반은 1970년대 록의 랜드마크라고 일컬어졌으며 많은 필수 음반 목록에 포함되어 있다. 이 음반은 미국에서만 1,700만장이 팔렸고 전 세계적으로 2,500만장이 팔렸다.

## 평가
| 전문가 평가                   | 전문가 평가 |
| 평가 점수                     | 평가 점수   |
| 출처                          | 점수        |
| ----------------------------- | ----------- |
| AllMusic                      | [ 3 ]       |
| Christgau's Record Guide      | C           |
| Encyclopedia of Popular Music | [ 5 ]       |
| PopMatters                    | [ 6 ]       |

이 음반은 치솟았고, 세 개의 싱글 음반이 톱 40 안에 들었다. 이 음반에 수록된 8곡은 모두 수십 년 후 클래식 록 라디오에서 정규 방송을 받는다. 1976년 미국 음반 산업 협회 골드 레코드 어워드(단위 매출 50만 달러), 1976년 11월 11일, 3개월 만에 플래티넘 어워드 (단위 매출 100만 달러)를 받는 데 불과 3주밖에 걸리지 않아 미국 그룹으로서는 가장 빨리 팔린 데뷔 음반이었다. 1986년 10주년이 되면 900만대의 매출을 올리며 1990년 다이아몬드, 2003년 17배 플래티넘을 달성하는 등 매우 잘 팔리고 있다.

## 곡 목록
모든 곡들은 특별한 언급이 없는 한 톰 숄츠에 의해 작사/작곡하였다.
| #  | 제목                    | 재생 시간 |
| -- | ----------------------- | --------- |
| 1. | 〈More Than a Feeling〉 | 4:46      |
| 2. | 〈Peace of Mind〉       | 5:02      |
| 3. | 〈Foreplay/Long Time〉  | 7:47      |

| #  | 제목                             | 작사·작곡         | 재생 시간 |
| -- | -------------------------------- | ----------------- | --------- |
| 4. | 〈Rock & Roll Band〉             |                   | 3:00      |
| 5. | 〈Smokin'〉                      | 브래드 델프, 숄츠 | 4:20      |
| 6. | 〈Hitch a Ride〉                 |                   | 4:12      |
| 7. | 〈Something About You〉          |                   | 3:48      |
| 8. | 〈Let Me Take You Home Tonight〉 | 델프              | 4:44      |

## 인증
| 국가                       | 인증         | 판매량/출하량 |
| -------------------------- | ------------ | ------------- |
| 캐나다 (뮤직 캐나다)       | 다이아몬드   | 1,000,000^    |
| 영국 (BPI)                 | 골드         | 100,000^      |
| 미국 (RIAA)                | 17× 플래티넘 | 17,000,000^   |
| ^출하량을 기반으로 한 인증 |              |               |

## 같이 보기
- 가장 많이 팔린 음반 목록
- 미국에서 가장 많이 팔린 음반 목록